# Van-Eck-Kraftwerk
Das Van-Eck-Kraftwerk (englisch Van Eck Power Station) ist ein Kohlekraftwerk und das zweitgrößte Kraftwerk in Namibia.
Das Kohlekraftwerk im Nördlichen Industriegebiet der Hauptstadt Windhoek hat eine installierte Leistung von 120 MW. Die vier Generatoren wurden zwischen 1972 und 1979 in Betrieb genommen. Van-Eck war das erste Kraftwerk im Südlichen Afrika das Kühltürme (jeweils 103 Meter hoch) mit Trockenkühlung einsetzte.
Zwischen 2012 und 2015 wurde das Kraftwerk für 330 Millionen Namibia-Dollar generalüberholt und unter anderem mit Rauchgasfiltern ausgestattet.